# Nexus One
Nexus One (tên mã HTC Passion) là chiếc điện thoại thông minh Android đầu tiên của Google thuộc dòng sản phẩm Nexus, được thiết kế và sản xuất bởi HTC. Nó được ra mắt vào ngày 5 tháng 1 năm 2010, có tính năng chuyển đổi giọng nói thành văn bản, có thêm microphone để khử tiếng ồn, và dẫn đường bằng giọng nói cho lái xe.
Thiết bị được bán mà không khóa SIM, và không bị giới hạn sử dụng ở nhà mạng nào. Google cung cấp phiên bản T-Mobile US và AT&T trên cửa hàng trực tuyến ở Hoa Kỳ trước khi ngừng bán vào tháng 7 năm 2010. Một phiên bản dành cho nhà mạng Vodafone (Châu Âu) được thông báo vào ngày 26 tháng 4 năm 2010, và có mặt ở Anh 4 ngày sau đó. Ngày 16 tháng 3 năm 2010, Nexus One bắt đầu được bán trực tuyến trên cửa hàng Google Play của Canada với hỗ trợ cho hầu hết các nhà mạng ở Canada. Vào tháng 5 năm 2010, Google thông báo không còn bán trực tuyến, mà dự tính sẽ phân phối điện thoại thông qua các đối tác trên toàn cầu.